# زرینه
زَرینه اوباتو شهری است در استان کردستان در ایران. این شهر در بخش کرفتو شهرستان دیواندره قرار گرفته ‌است. جمعیت این بخش، برابر با نوزده هزار نفر ‌است که به زبان کردی و لهجه اردلانی گویش می‌کنند.
شهر زرینه اوباتو در جاده دیواندره به سقز واقع شده ‌است.  زرینه اوباتو با میانگین دمای ۷/۶ درجه سانتیگراد بالای صفر، سردترین شهر ایران از لحاظ میانگین دما است. حریم قانونی شهر زرینه ۴۳۰ هکتار می‌باشد. مساحت حریم خدماتی ۷۷ هکتار و مساحت معابر زرینه اوباتو ۱۹ هکتار است. فاصله زرینه اوباتو از دیواندره برابر ۲۱ کیلومتر، از سقز معادل ۶۵ کیلومتر و از سنندج حدود ۱۱۰ کیلومتر است.
وجه تسمیه زرینه اوباتو از دو کلمه زرینه و هو و تو ساخته شده‌است. زرینه به معنای طلا، و هو تو به معنای هوای سرد است. هو در کردی یعنی طایفه و تو یعنی شما. هو تو یا همان اوبا تو یعنی او با شماست. (هو معکم) منطقه زرینه اوباتو محل ییلاق (ليلاخ به كردي) طوایف تیلکو گلباغی و جافهای عراق بوده ‌است.
زرینه اوباتو در سال ۱۳۷۹ ه.ش به شهر تبدیل شد. جاذبه‌های اين شهر شامل آب شفابخش که با یک بار مصرف این آب، سنگهای کلیه دفع می‌شود! افرادی که دارای کلیه ی سنگ ساز هستند، می‌توانند با مصرف این آب برای همیشه از شر سنگ کلیه رها شوند! چمنزارهای( چیمن به كردي) این منطقه جزو بیشترين آمار چمن زارهاي طبيعي ايران است که ناب ترین و کم ‌یاب‌ترین گیاهان دارویي کشور را دارد. گیاه ثعلب از مهم‌ترین گیاهان منطقه اوباتو (هو معكم) است که در نوع خود بی نظیر است.